# Drangstedt
Drangstedt este o comună din landul Saxonia Inferioară, Germania.
1. ↑  GeoNames